# カイト・シールド

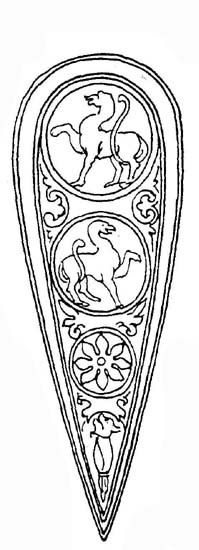
ノルマン風のカイト・シールド

カイト・シールド（英語: kite shield）とは、アーモンド型をした盾のことである。上部は丸く下部は尖った形をしており、その形が凧（英語: kite）のような形をしていることから、この名前が付いたとされる。また、文献によっては「葉形盾」や「アーモンド型盾」とも言及されている。1066年のノルマン・コンクエストを描いたバイユーのタペストリーにこの盾がよく描かれていることから分かるように、カイト・シールドはノルマン人の戦術と密接に関係しているとされる。

## 歴史
カイト・シールドは主に騎兵が用いる盾であったとされ、それゆえに盾の縦の長さは馬の首のあたりから騎乗兵士の大腿部あたりまでを覆うほどの長さであった。盾の下半分の細長い部分は兵士の左足を防御し、盾の上半分の幅のある部分で兵士の肩・胴体を防御した。この形態の盾は、ランスを構えて騎馬突撃する際にあまり効果を発揮しなかったバックラーのような丸盾 (当時広く用いられていた) を大幅に改良が施されたことで誕生した盾であるとされる。そんなカイト・シールドは1000年代に西ヨーロッパ中に伝播した。このことは11世紀後半に行われたノルマン・コンクエストの様子を記したバイユーのタペストリーに描かれた多くのイングランド兵がカイト・シールドを構えているのに対し、少数の兵士しか丸盾を構えていないことからも読み取れる。カイト・シールドはノルマン地方の文献以外にもスペインや神聖ローマ帝国の初期の段階の文献などで存在を確認することができるが、これらの３つの地域のうち、どの地域で誕生した盾なのか詳しくわかっていない。現在最も広く提唱されている説は、ノルマン人の先祖であるヴァイキングに由来するという説である。しかしながら、ヴァイキング時代におけるカイト・シールドに関する文献やカイト・シールドの遺物などが発見されたことはなく、そもそもヴァイキングの高い機動力を持つ軽装騎兵にこのようや盾は合わなかったであろう。カイト・シールドは主に11世紀の西ヨーロッパやビザンツ帝国の書物の挿絵などに描かれているが、コーカサスやファーティマ朝、そしてキエフ公国の文献などにも登場する。例えば、ジョージアのボチョルマ砦で発見された11世紀頃製作された聖ゲオルギオスの銀彫刻にカイト・シールドが描かれており、その他の12世紀から13世紀世紀ごろの多くの芸術品にカイト・シールドは登場する。その他にも、エジプト・カイロに現存する城門のナスル門(1087年建造)にもカイト・シールドはの彫刻が施されている（アラブ人歴史家はこれらのカイト・シールドのことをtariqaやjanuwiyyaなどと表現している）。
カイト・シールドは第1回十字軍に参加したノルマン人を通して中東に伝播した。これらの盾はビザンツ帝国に大きな影響を与え、12世紀中頃までにはビザンツ帝国軍がそれまで使用していた丸盾がカイト・シールドに取って代わられた。
12世紀後半になると、従来のカイト・シールドの形態は変化し、盾の上部が丸い形から平らな形へと変化した。この変化により、兵士たちは地形の制限を受けることなくどのようや場所でも盾を上に持ち上げたままその姿勢を保ちやすくなった。そののち、上部が平らな形のカイト・シールドは多くの西ヨーロッパ諸国にもちいに採用されていき、より小さくコンパクトになったヒーター・シールドへと変貌していった。しかし、従来の上部が丸い形のカイト・シールドは13世紀ごろまでビザンツ帝国の歩兵部隊に使用され続けた。

## 構造
カイト・シールドは不便な性質を補完するために、イナームと呼ばれる握りを裏側に取り付けられていた。これにより盾をしっかりと腕の近くに引き付けておくことができ、特に騎士が武装を解除している際にも盾を身近に備えておくことができた。この要素は、取手を一つしか付けていなかった初期の丸盾と比べて大きく異なる点であった。また、いくつかの例にはギージュと呼ばれる革製の吊り帯が裏側に取り付けられており、盾を用いない時に肩に斜めにかけることで背中に盾を背負うことができた。ビザンツ帝国の兵士たちは頻繁に盾を背中に背負って運んだとされ、上下逆さまにして背負うこともたびたびあったという。第1回十字軍の際に使用されたカイト・シールドの多くは金属製のドーム型装飾品（シールドボス）を備えていたが、イナームを盾に装着することでそれらの必要性が薄れていった。また、これらの盾にはイナームと補助取手が両方とも備え付けられていた可能性も考えられている。
典型的なカイト・シールドは最低でも3フィートほどの大きさがあり、薄く造形された木材・獣革・鉄などによって構成されていた。1200年台のビザンツ帝国の文献によると、カイト・シールドは木材と鉄で縁取られ、盾の胴体部分は獣革や羊皮紙や固められた革といった材料で作られていたという。

## ギャラリー

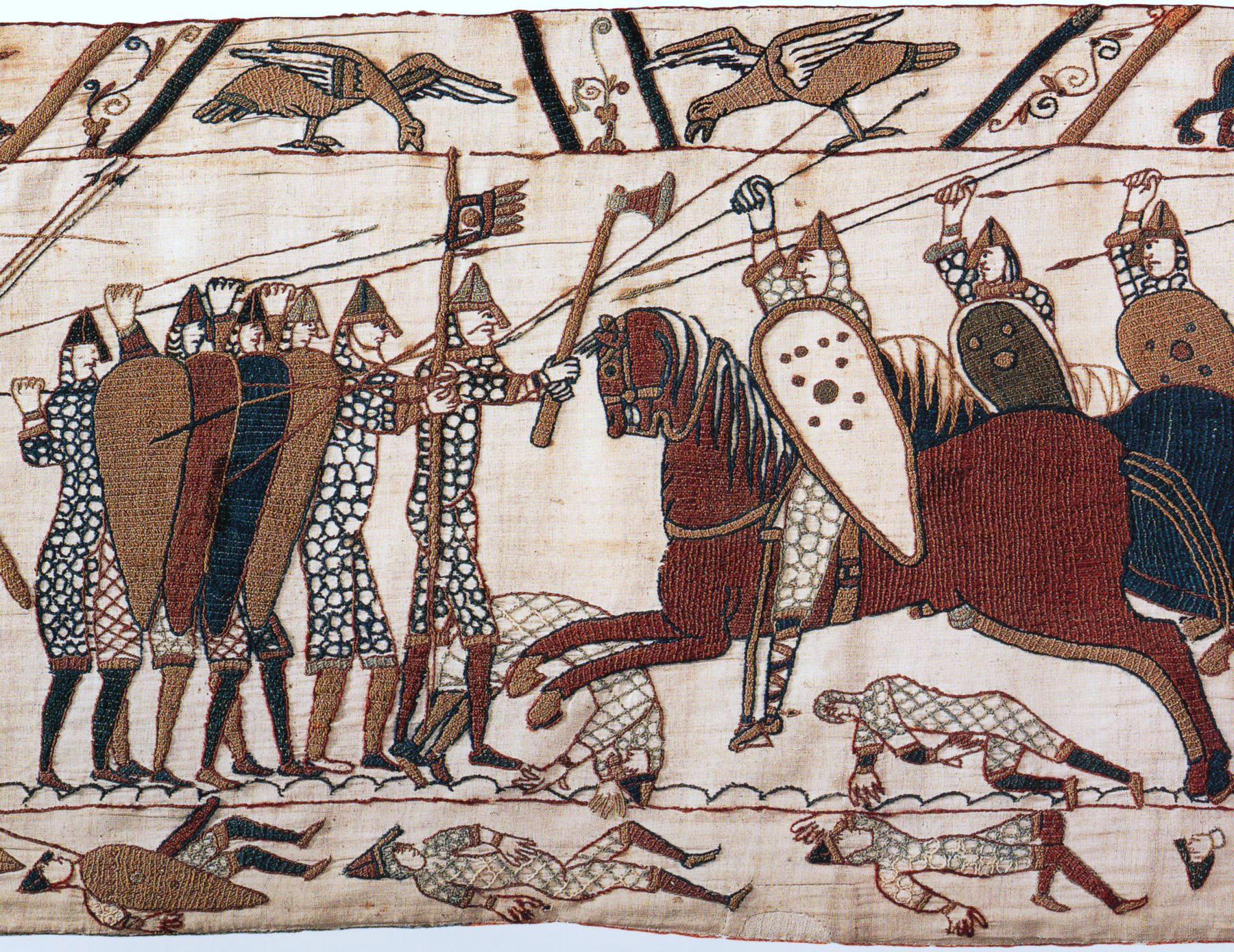
バイユーのタペストリーに描かれたカイト・シールド
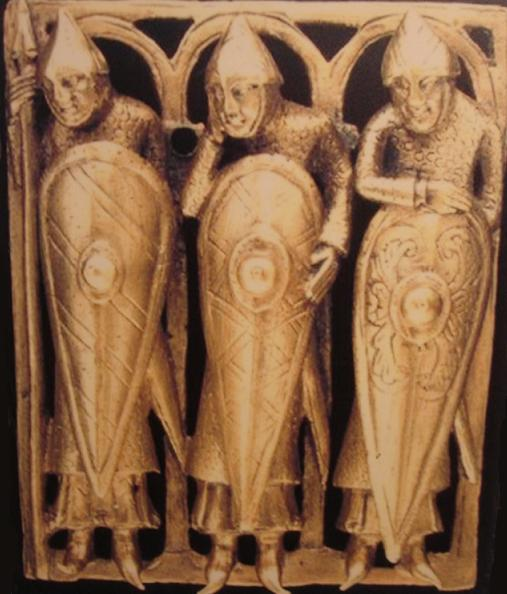
ブロンズと金箔で作られた飾り額に彫られたカイト・シールドを持つ兵士
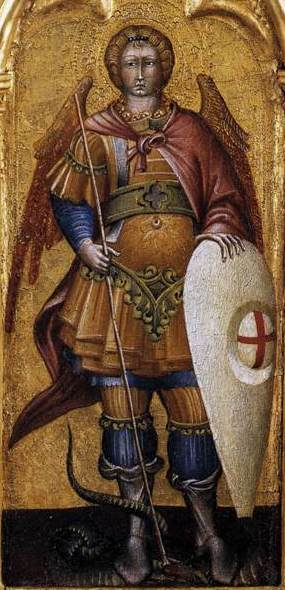
カイトシールドを持つ大天使ミカエル(15世紀の絵画)
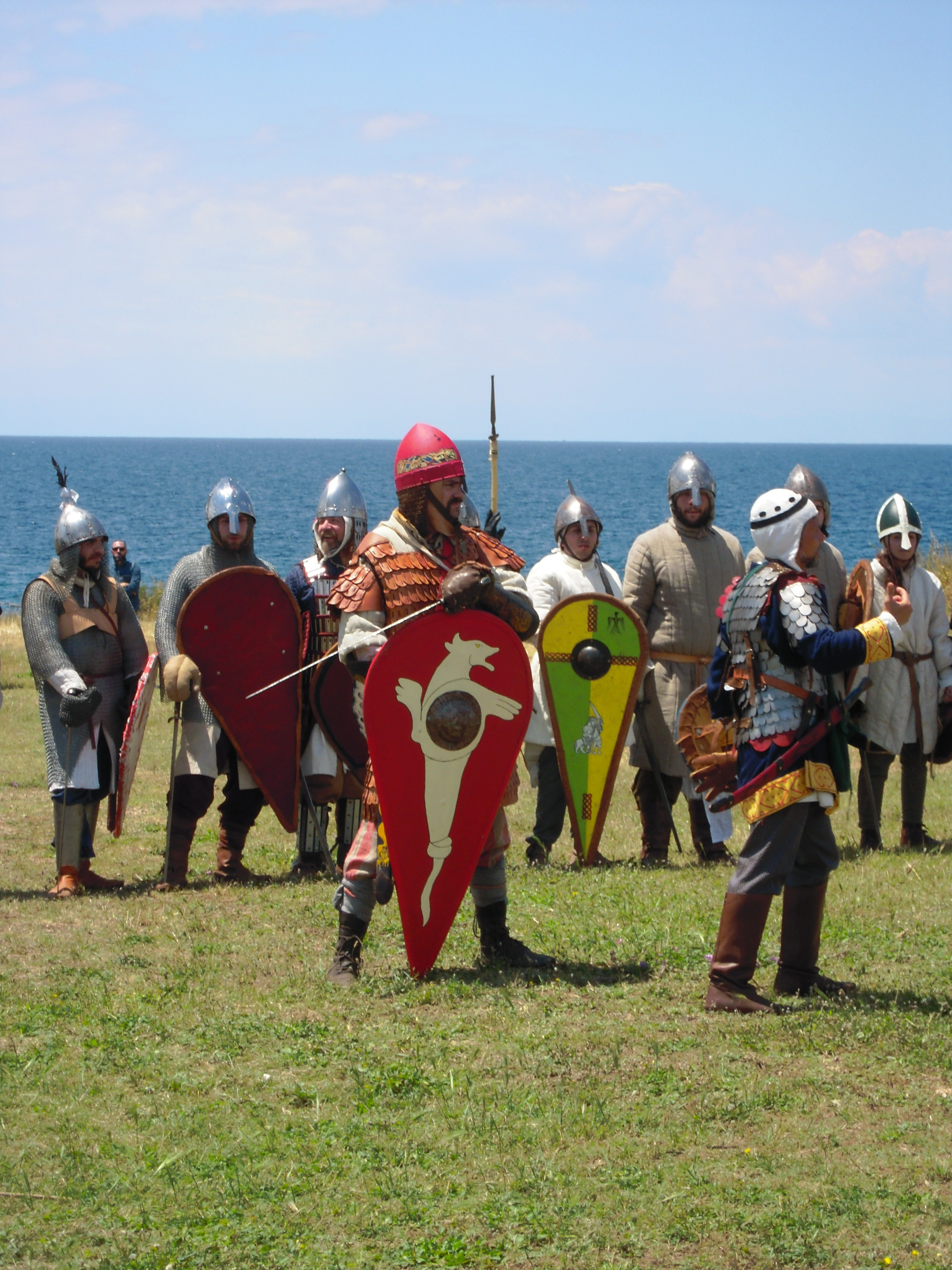
カイトシールドを持った中世の騎士に扮する人々